# Skillerås göl
Skillerås göl är en sjö i Tranemo kommun i Västergötland och ingår i Ätrans huvudavrinningsområde.